# Лаудон (округ, Виргиния)
Округ Лаудон (англ. Loudoun County) располагается в США, в штате Виргиния. Официально образован в 1757 году. По состоянию на 2010 год, численность населения составляла 347 969 человек.

## География
По данным Бюро переписи США, общая площадь округа равняется 1349  км², из которых 1336 км² суша и 16 км² или 1,1% это водоемы.

### Соседние округа
- Фэрфакс (Виргиния) — восток
- Принс-Уильям (Виргиния) — юго-восток
- Фокир (Виргиния) — юг
- Джефферсон (Западная Виргиния) — запад
- Кларк (Виргиния) — запад
- Вашингтон (Мэриленд) — северо-запад
- Фредерик (Мэриленд) — север
- Монтгомери (Мэриленд) — восток

## Демография
По данным переписи населения 2000 года в округе проживает 312 311 жителей в составе 104 583 домашних хозяйств и 80 494 семей. Плотность населения составляет 234 человека на км². На территории округа насчитывается 109 442 жилых строений, при плотности застройки 82 строений на км². Расовый состав населения: белые - 68,7%, афроамериканцы - 7,3%, коренные американцы (индейцы) - 0,3%, азиаты - 14,7%, гавайцы - 0,1%, представители других рас - 4,9%, представители двух или более рас - 4,0%. Испаноязычные составляли 12,4% населения.
В составе 43,10 % из общего числа домашних хозяйств проживают дети в возрасте до 18 лет, 64,30 % домашних хозяйств представляют собой супружеские пары проживающие вместе, 7,80 % домашних хозяйств представляют собой одиноких женщин без супруга, 24,80 % домашних хозяйств не имеют отношения к семьям, 18,40 % домашних хозяйств состоят из одного человека, 3,70 % домашних хозяйств состоят из престарелых (65 лет и старше), проживающих в одиночестве. Средний размер домашнего хозяйства составляет 2,82 человека, и средний размер семьи 3,24 человека.
Возрастной состав округа: 29,80 % моложе 18 лет, 5,70 % от 18 до 24, 38,90 % от 25 до 44, 20,00 % от 45 до 64 и 15,60 % от 65 и старше. Средний возраст жителя округа 34 года. На каждые 100 женщин приходится 97,80 мужчин. На каждые 100 женщин старше 18 лет приходится 95,50 мужчин.
По данным на 2007 год средний доход на домохозяйство в округе составлял 104 612  USD, на семью — 125 381  USD.

## История
Округ Лаудон образовался в 1757 году путём выделения из округа Фэрфакс, колония Виргиния. Получил своё название в честь Джона Кэмпбелла, 4-го графа Лаудона и губернатора Виргинии с 1756 по 1759 год. Первые поселенцы начали появляться на территории округа ещё в 1720-х и 1730-х годах. Это были квакеры, ирландцы и немцы, который прибывали сюда из Пенсильвании и Мэриленда или с побережья.
На момент начала войны за независимость Лаудон был самым населённым округом Виргинии. В годы войны 1812 года важные документы были вывезены из Вашингтона и перевезены в Лисберг. Лисбергцы говорят, что эти документы хранились в Рокеби-Хаусе и что Лисберг таким образом временно являлся столицей Соединённых Штатов.

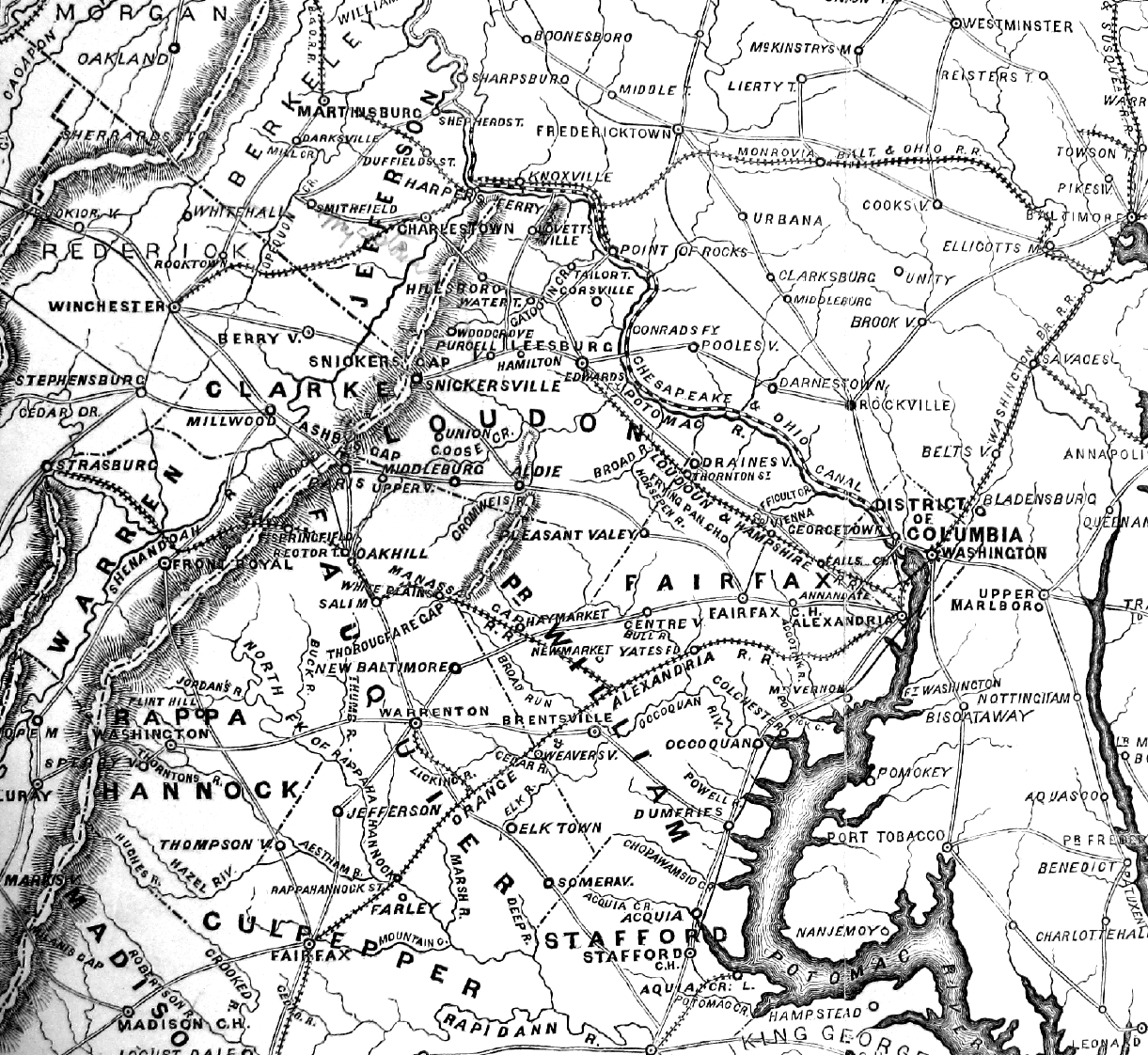
Округ Лаудон на карте «Конфедерации Мосби», 1867

Когда началась гражданская война, жители округа в основном поддержали Юг и записывались в вирджинские полки Конфедерации. В округе была набрана половина 8-го вирджинского пехотного полка и несколько рот 17-го вирджинского полка (например, рота «Loudoun Guards»). Здесь же были набраны 1-й, 6-й, 7-й и 11-й вирджинские кавалерийские полки.
В октябре около Лисберга произошло сражение при Болс-Блаффе. В 1863 года в ходе геттисбергской кампании в Лаудонской долине произошла серия кавалерийских сражений: сражение при Элди, сражение при Миддлберге и сражение при Аппервилле. В ходе этих сражений генералу Юга Джебу Стюарту удалось не пропустить федеральную кавалерию в долину Шенандоа. В те же годы знаменитый партизан Джон Мосби использовал как базу этот округ и часть соседнего округа Фокьер. Эта территория стала известна как «Конфедерация Мосби».